# اليوبيل (مدرسة)
مدرسة اليوبيل مدرسة أردنية داخلية مختلطة تقع شمال مدينة عمّان، أُسست عام 1985 كإحدى مشاريع «مؤسسة نور الحسين» وكأول مدرسة متخصصة بتعليم الطلبة الموهوبين والمتفوقين في الوطن العربي، أُلحقت في العام 1999 بمؤسسة الملك الحسين، والتي أنشئت بإدارة ملكية سامية عام 1999 كمؤسسة غير حكومية وغير ربحية توفّر برنامج التبادل الطلابي للدراسة خارج المملكة مع استقبال الطالب المتبادل للدراسة في المملكة
.

## تاريخ المدرسة
تم الإعلان عن مشروع مدرسة اليوبيل سنة 1977 في احتفالات المملكة باليوبيل الفضي لتولي الملك الحسين بن طلال سلطاته الدستورية. وفي سنة 1984 قامت جلالة الملكة نور الحسين بتسلم مسؤولية هذا المشروع الذي لم يكن قد دخل حيز التنفيذ حتى ذلك الوقت. وبعد إنشاء مؤسسة نور الحسين سنة 1985، انضوى مشروع مدرسة اليوبيل تحت لوائها كأحد مشروعاتها الرئيسة، وباشرت المدرسة عملها في العام الدراسي 1993/1994 كأول مدرسة متخصصة بتعليم الطلبة الموهوبين والمتفوقين في المنطقة العربية. وفي أواخر عام 1999 تم إلحاق المدرسة بمؤسسة الملك الحسين، التي أنشئت بإدارة ملكية سامية عام 1999 كمؤسسة غير حكومية غير ربحية على الصعيدين الوطني والدولي لتمثل معلماً حياً لرؤية جلالة الملك الراحل وتراثه الإنسانيين.

## المباني والتجهيزات
تقوم المدرسة على 124 دونم، تم استخدام 18 دونم منها لبناء الآتي:
- 210 غرفة صفية
- مجمع رياضي (يتضمن ملعب سكواش، قاعتي موسيقى وفنون، ملعب تنس أرضي، تنس طاولة، مضمار ركض 400م، صالة ألعاب داخلية، ملعبان خارجيان كبيران، ومسبح أولمبي داخلي)
- مركز مصادر معلومات
- قاعتان متعددتا المهام
- قاعة كفتيريا كبيرة
- سكن داخلي للإناث وآخر للذكور
- مكتبة كبيرة
- عيادة صحية
- مبنى خارجي بين الاشجار كان يسمى مبنى التوجيهي
- مسرح كبير

## طبيعة المدرسة
تهدف لتحسين ابداع الشخص وتنمية مهاراته

### الزي المدرسي
الزي المدرسي إجباري لجميع الطلاب. يتكون الزي في العادة من بنطال كحلي وقميص أو تيشيرت أبيض وقد يضاف هودي خاص بكل فوج إلى الزي سنويا. الشيرتات الملونة تحت القميص يتم مخالفتها في أغلب الأحيان. كل من يخالف الزي المدرسي يتم تحويله إلى مكتب الاستاذ ماهر ليتم اتخاذ الإجراءات المناسبة، وهي في العادة تغيير الملابس وتسجيل بانه تم مخالفة الزي.و في اخر يوم خميس من كل شهر تعطي المدرسة الطلبة حرية ارتداء الزي الحر على ان لا تكون مخالفة للاصول.

### أسلوب التعليم
كل فوج في المدرسة مقسم من خمسة إلى ستة شعب غالبا ما تكون من شعبتين إلى ثلاث شعب تتبع النظام الدولي (IGCSE أو IB). كل شعبة من هذه الشعب تغير صفها كل حصة حسب المادة التي عليهم أخذها، وعلى الطلاب أن يكونوا على معرفة تامة بالوقت الذي تبدأ به وتنتهي به الحصة وذلك لعدم استخدام نظام الأجراس في المدرسة كافة.
===المنهاج
تقدم المدرسة لطلبتها برنامجاً تعليمياً متكاملاً يتناسب مع الاحتياجات الخاصة بهم، ويهدف إلى تنمية وتطوير استعداداتهم وقدراتهم في العلوم والرياضيات والتكنولوجيا بشكل خاص، مع التركيز على تطوير الشخصية القيادية ومهارات الإبداع والتفوق لدى الطلبة. وتتميز البرامج التعليمية لمدرسة اليوبيل بالتنوع والشمولية، فهي تضم إضافةً إلى المناهج المقررة من قبل وزارة التربية والتعليم، بعد إثرائها وتطويرها لتتلاءم وحاجات الطلبة الموهوبين والمتفوقين وقدراتهم، مناهج خاصة بالمدرسة تضم مواد إجبارية واختيارية تنسجم مع ميول الطلبة ورغباتهم.
المواد الإجبارية:
على الطلبة استيفاء متطلبات هذه المواد بنجاح خلال السنوات الثلاثة الأولى:
- مهارات البحث العلمي.
- الإرشاد.
- مهارات الاتصال.
- التربية القيادية.
- التربية الوطنية.

المواد الاختيارية
على الطلبة اختيار مادتين كل فصل دراسي من أكثر من 60 مادة في مختلف المجالات العلمية والأدبية في ضوء اهتمامات الطلبة.

## التسجيل
يتم في كل عام (غالبا خلال شهر نيسان– أيار) قبول الطلبة من الصفين الثامن والتاسع الأساسيين للالتحاق بالمدرسة في الصفين التاسع والعاشر الأساسيين. ويقوم نظام اختيار الطلبة لمدرسة اليوبيل على عدة محكات هي:
- التحصيل الدراسي المتميز في آخر خمسة فصول دراسية.
- اجتياز اختبار الاستعداد الأكاديمي، الذي يشتمل على قياس التفكير الرياضي واللغوي والمنطقي عن طريق مجموعة اختبارات طورت خصيصا لأغراض المدرسة.
- المقابلة الشخصية التي يستدل منها على الخصائص والسمات السلوكية للطالب مثل: القيادة وحب الاستطلاع والرغبة في المعرفة والتعلم والقدرة الإبداعية والطلاقة اللفظية.

إلا أنه نظرا لكثرة أعداد المتقدمين للاختبار ومحدودية المقاعد في المدرسة، يتم في كل عام قبول حوالي 100 طالب وطالبة في الصفين التاسع والعاشر وذلك من بين مئات الطلبة الذين يتقدمون للاختبار سنويا.
تقوم المدرسة بتوفير منح للطلبة غير القادرين على دفع الاقساط وتوفير السكن الداخلي للطلاب الذين يسكنون في مناطق بعيدة.

## النشاطات اللامنهجية
تحرص المدرسة على تشجيع الطلبة على إجراء الدراسات والمسوحات البحثية الميدانية، وتصميم استطلاعات للرأي العام، واستخدام البرامج والتطبيقات المحوسبة والبحث الإلكتروني عن طريق شبكة الإنترنت، وإجراء المناظرات والحوارات والزيارات الخارجية، والاحتفال بالمناسبات المختلفة. ويشارك الطلبة أيضاً في برامج التبادل الثقافي والمؤتمرات وورشات العمل والندوات والمسابقات الداخلية والمحلية والعربية والدولية، وشبكات المعلومات والاتصالات وتطبيقات الحاسوب والوسائط المتعددة، والمخيمات الصيفية والأعمال التطوعية، كما يشارك الطلبة في النوادي المدرسية، وفي تنظيم وقيادة وتنفيذ العديد من النشاطات.

## متطلبات التخرج
على طلاب المدرسة إكمال عدة متطلبات خلال مدة أربعة سنوات للتخرج من المدرسة وهي كالآتي:
- اجتياز جميع المواد الدراسية المقررة من قبل وزارة التربية والتعليم.
- اجتياز جميع المواد الدراسية المقررة من قبل المدرسة والتي تضم مواد إجبارية واختيارية في الموضوعات المختلفة.
- إنجاز مشروع التخرج في أحد الموضوعات الدراسية يجري تنفيذه ومناقشته بإشراف أحد أعضاء الهيئة التدريسية أو من بين العاملين في المؤسسات الوطنية المختلفة.
- استيفاء 120 ساعة خدمة مجتمع على الأقل وبواقع 40 ساعة سنوياً خلال السنوات الثلاثة الأولى من الدراسة.[7]

## وصلات خارجية
الموقع الإلكتروني لمدرسة اليوبيل